# 洞错
洞错（藏語：སྟོང་མཚོ，威利转写：stong mtsho，THL：Tong Tso，意为“荒凉湖”）位于中国西藏自治区阿里地区改则县境内，地处改则县东南部，洞措乡政府驻地西北部。湖岸地势开阔。湖面海拔4396米，面积87.7平方公里。湖区气候寒冷干燥，年均气温0℃，年均降水量150～200毫米。湖水主要靠地表径流补给。湖区有石盐、芒硝等盐类矿物。省道301经过湖泊南岸。2010年10月29日建立了洞错湿地省级自然保护区。

## 地圖

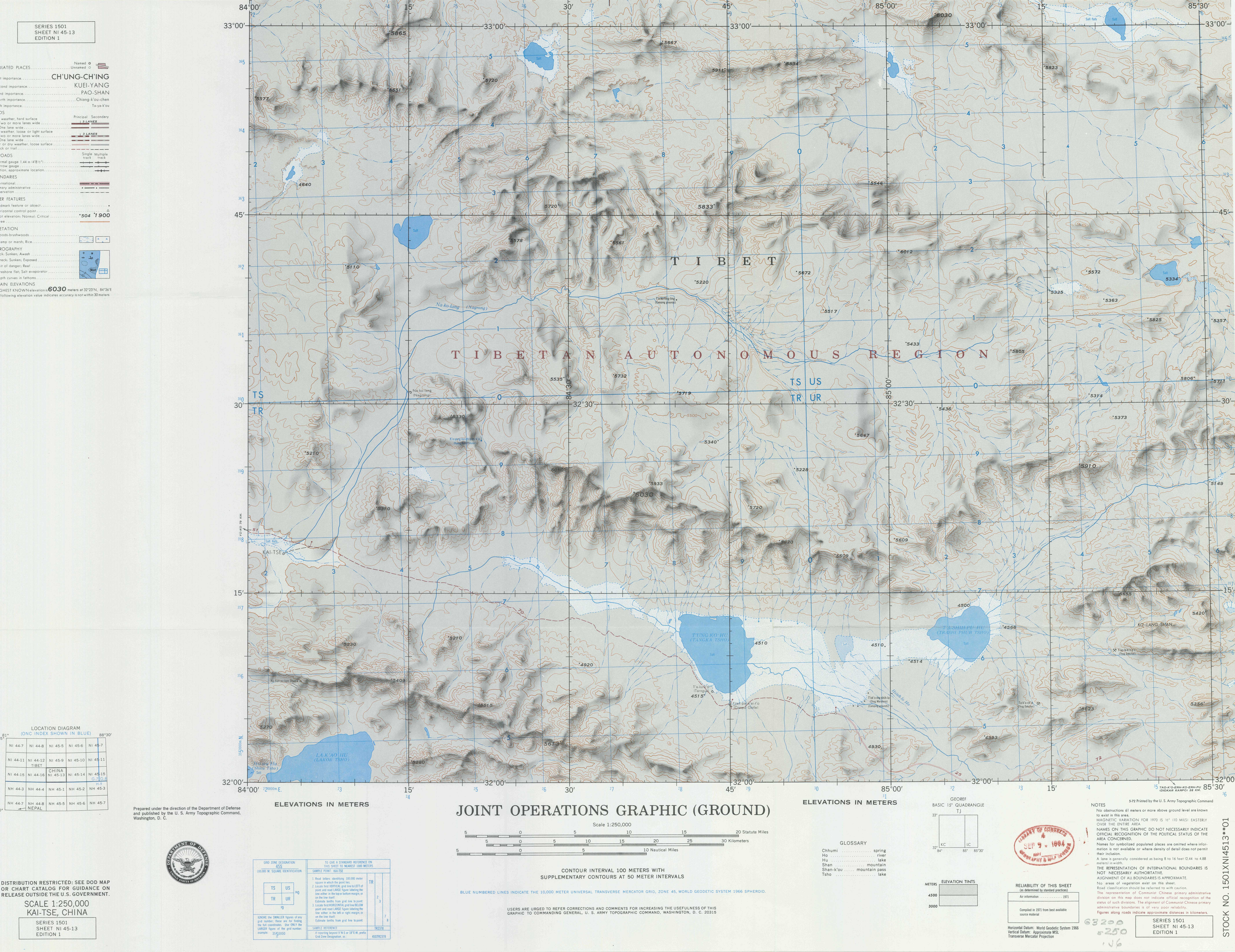
包括洞錯（T'UNG-KO HU （TANGKA TSHO））的地圖（ATC，1972年）
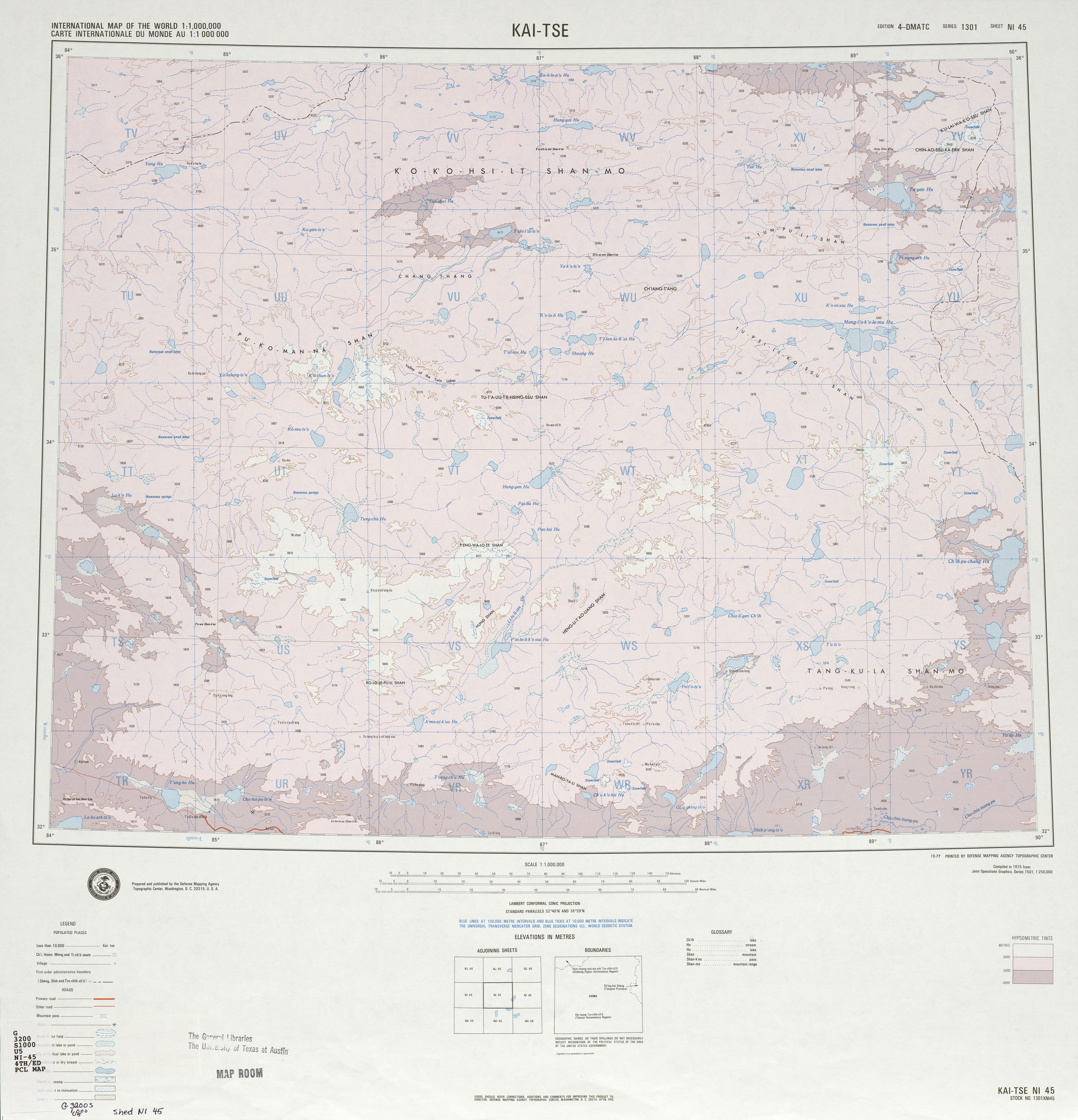
包括洞錯（T'ung-ko Hu）的地圖（DMA，1975年）
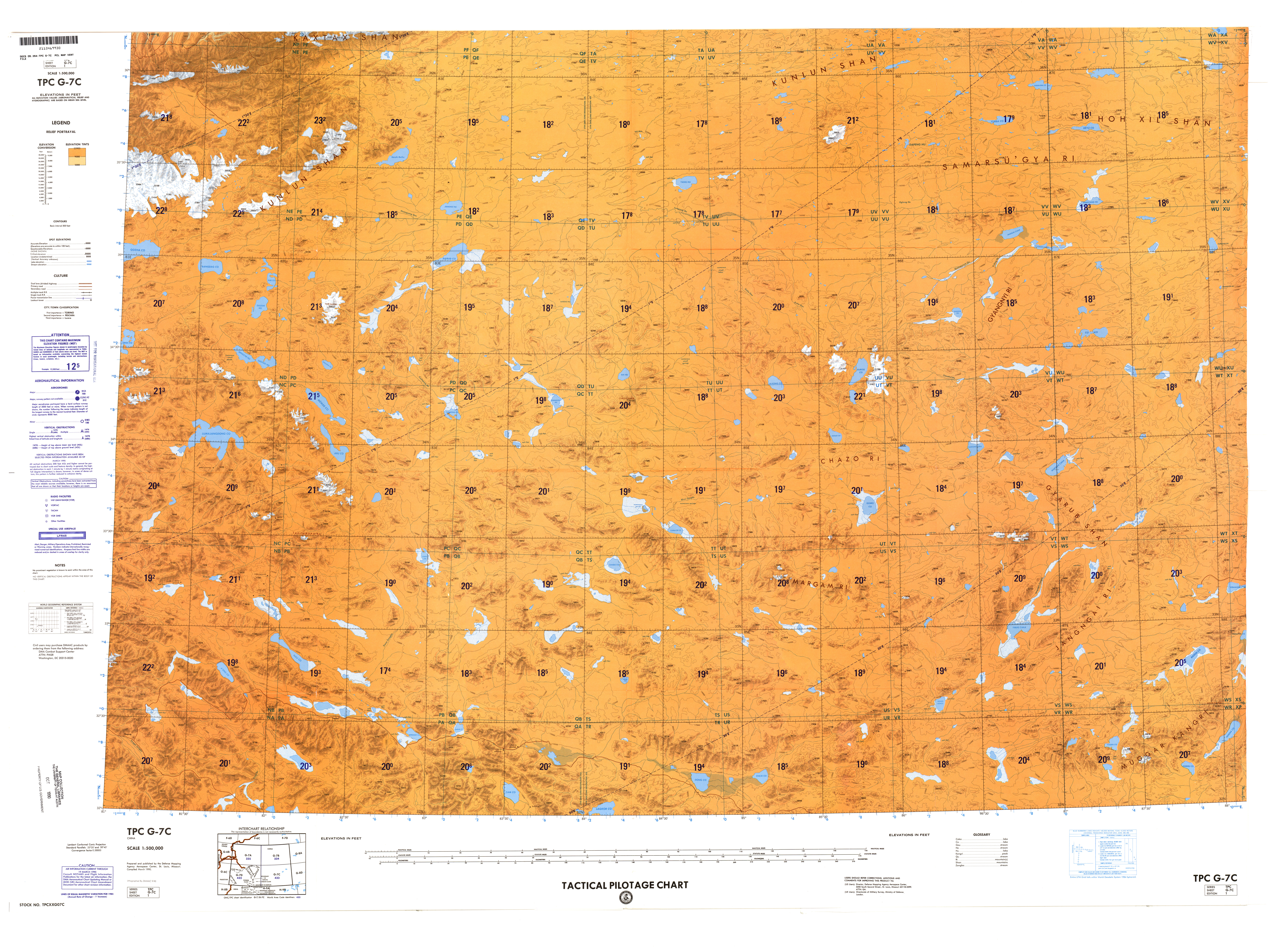
包括洞錯（DONG CO）的地圖（DMA，1990年）